# Art punk
El art punk es un género musical que parte del movimiento punk, pero siendo más experimental que este y con conexiones a otros subgéneros como el art school y el art world. La gran mayoría de los artistas art punk toman influencias de bandas y músicos como Television, Public Image Ltd. (PiL), Sonic Youth, David Bowie, Lou Reed, Iggy Pop. Brian Eno, Talking Heads, Ramones, Virgin Prunes y Pink Floyd.

## Orígenes y trayectoria
Nace a partir de la influencia de óperas rock derivadas por bandas como The Who (Tommy, Quadrophenia, etc.), Lou Reed (Berlín), David Bowie (The Rise and Fall of Ziggy Stardust and the Spiders from Mars y Diamond Dogs), Pink Floyd (The Wall), e incluso Abbey Road de The Beatles, entre otras. También, la fusión va desde el art-rock y las obras conceptuales que buscan un desarrollo más trabajado tanto en lo musical como en lo lírico. Las primeras obras "art punk" se atribuyen a dos bandas: la primera de la banda Wire (quienes también son llamados la primera banda art punk) quienes en 1977 lanzaron su primer álbum Pink Flag, el cual generó un gran impacto en el público. Y luego en 1980, The Damned con su The Black Album, en donde experimentan con canciones más complejas y con otro tipo de arreglos instrumentales, aun manteniendo su sonido original. Luego, con el paso de los ochenta fueron un reducido grupos musicales que mantuvieron este estilo, dado que algunos han optado por otras corrientes musicales como el rock gótico, el rock alternativo, la música electrónica y el punk blues, como es el caso de grupos como New Order, Christian Death y Jon Spencer Blues Explosion.

## Actualidad
La mayoría de las obras de este subgénero del punk, no abarcan un tema en particular, sino más bien recurren a varias tipos de temáticas, sin que las letras hablen de un solo hecho en común con las demás.

## Bandas de art punk
- Wire
- Devo
- Television
- The Death Set
- Richard Hell
- The Damned
- Dog Faced Hermans
- The Ex
- The Rapture
- Talking Heads
- The Inserted Cocks
- Gang of Four
- Yeah Yeah Yeahs
- The Fall
- Fugazi
- T.S.O.L.
- Pere Ubu
- Minutemen